# Rhodophysemataceae
Rhodophysemataceae, porodica crvenih algi, dio reda Palmariales. Postoje 4 priznata roda s 11 vrsta

## Rodovi
1. Coriophyllum Setchell & N.L.Gardner, 2
2. Pseudorhododiscus Masuda, 1
3. Rhodonematella S.L.Clayden & G.W.Saunders, 1
4. Rhodophysema Batters, 7